# Charlie Frye
Pour les articles homonymes, voir Frye.
(en) Statistiques sur pro-football-reference
Charlie Frye est un joueur américain de football américain, né le 28 août 1981 à Willard (Ohio), qui évolue au poste de quarterback.

## Carrière
Il a été drafté au 3e tour (67e choix) en 2005 par les Browns de Cleveland.
Il a été échangé après n'avoir disputé qu'un seul match en 2007 aux Seahawks de Seattle en retour d'un choix de draft.

## Palmarès
- 2005 : MVP Senior Bowl